# بيوكقريقلي (أديامان)
بيوكقريقلي (بالكردية: Qirxî‏) (بالتركية: Büyükkırıklı)‏ هي قرية كرديّة رشوانيّة تتبع إداريّاً لمديرية أديامان في محافظة أديامان التركية الواقعة في جنوب شرق الأناضول. بلغ عدد سكانها 73 نسمة في عام 2021.